# MiHoYo
miHoYo Co., Ltd. (кит. 米哈游; михаю) — китайская компания по разработке и изданию компьютерных игр, основанная в 2012 году, со штаб-квартирой в Шанхае. Компания наиболее известна как разработчик серии игр Honkai, Tears of Themis и Genshin Impact. Помимо игр, MiHoYo создает различные продукты, такие как анимационные сериалы, рассказы, комиксы, музыку и мерч.
После глобального успеха Genshin Impact, ставшей одной из самых кассовых мобильных игр 2021 года, в 2022 году компания запустила глобальное издательское подразделение под названием Cognosphere (торговое название HoYoverse), нацеленное на расширение производства контента за пределами Китая. HoYoverse базируется в Сингапуре и с тех пор ведет бизнес по всему миру под этим брендом, включая операции в Монреале, Лос-Анджелесе, Токио и Сеуле.

## Этимология
Буквы «H» и «Y» в названии MiHoYo — это имена двух из трех основателей, Цай Хаоюй и Луо Юхао, а буква «O» была добавлена на основании того, что названия таких известных компаний, как Facebook, Google и Microsoft, содержат эту букву. Поскольку «HoYo» уже было зарегистрировано, к названию была добавлена буква «mi», взятая из программного обеспечения VOCALOID - Hatsune Miku. Хацунэ Мику была выбрана из-за ее популярности среди отаку.

## История
Компанию основали в феврале 2012 года студенты Шанхайского университета транспорта — Цай Хаоюй, Лю Вэй и Луо Юхао; ещё один основатель компании, Цзин Чжичэн — также студент того же университета — покинул компанию вскоре после основания. Цай, Лю и Луо и до основания компании вместе выигрывали студенческие конкурсы и совместно разработали мобильную игру Fly Me 2 the Moon; их объединяли увлечения — любовь к играм, аниме и программированию. Для основания студии студенты получили субсидию в размере 100 тысяч юаней от Шанхайского научно-технического центра предпринимательства; они также получили возможность в течение полугода бесплатно пользоваться офисным помещением. После нескольких лет развития miHoYo получила чистую прибыль в размере 440 миллионов юаней в первой половине 2017 года.
В настоящее время контролирующим акционером и фактическим контролером, определённым miHoYo, является Цай Хаоюй, который прямо или косвенно контролирует 41,72 % акций компании. Два других основателя, Лю Вэй и Луо Юхао, являются вторым и третьим по величине акционерами компании соответственно и прямо или косвенно контролируют 44,78 % акций компании. Все трое являются директорами компании.
Их первой известной игрой была Guns Girl Z (затем переименованная в Houkai Gakuen 2), выпущенная в 2014 году. С тех пор они добились успеха, выпуская игры в стиле аниме, которые в первую очередь получали популярность среди мобильных игроков. Большинство их первых игр были успешными в Азии. Однако глобального успеха они достигли только с выпуском Honkai Impact 3rd.
В сентябре 2021 года miHoYo сформировала собственный партийный комитет Коммунистической партии Китая. Хотя основной деятельностью miHoYo является разработка игр, компания вкладывает деньги и в другие высокотехнологичные отрасли — так, miHoYo является одним из крупнейших инвесторов Energy Singularity, разрабатывающей коммерческий термоядерный реактор.

## Разработанные игры
| Год  | Название          |
| ---- | ----------------- |
| 2011 | FlyMe2theMoon     |
| 2012 | Zombiegal Kawaii  |
| 2014 | Houkai Gakuen 2   |
| 2016 | Honkai Impact 3rd |
| 2020 | HoYoLAB           |
| 2020 | Tears of Themis   |
| 2020 | N0va Desktop      |
| 2020 | Genshin Impact    |
| 2023 | Honkai: Star Rail |
| 2024 | Zenless Zone Zero |